# El Castillarejo
El Castillarejo es una loma de escasa altura situada en el término municipal de Cheste, a unos 3,5 kilómetros al este de la localidad y junto al linde del barranco de Chiva. 

## Edad de Bronce
En ella se encontraron restos de cerámica y hojas de distintos utensilios como cuchillos y un puñal de cobre, en lo que se considera un asentamiento íbero de la Edad del Bronce de influencia edetana.

## Descubridores
Los descubridores del yacimiento fueron Alberto Sánchez y Julián San Valero.
- Datos: Q5821280